# Pârâul Rupturii
Pârâul Rupturii este un curs de apă, afluent al Pârâului lui Martin. Pe acest râu se află Cascada Duruitoarea.

## Hărți
- Harta Munții Ceahlău  Arhivat în 28 iunie 2008, la Wayback Machine.